# Belgie na Zimních olympijských hrách 1924
Belgie na Zimních olympijských hrách v roce 1924 reprezentovala výprava 18 sportovců (17 mužů a 1 žena) v 4 sportech.

## Medailisté
| Medaile | Jméno                                                                             | Sport | Soutěž       |
| ------- | --------------------------------------------------------------------------------- | ----- | ------------ |
| Bronz   | Charles Mulder René Mortiaux Paul van den Broeck Victor Verschueren Henri Willems | Boby  | Muži čtyřbob |